# Капель, Диего
Дие́го А́нхель Капе́ль Тринида́д (исп. Diego Ángel Capel Trinidad, испанское произношение [ˈdjeɣo kaˈpel]; род. 16 февраля 1988[…], Альбокс, Андалусия) — испанский футболист, полузащитник.

## Карьера

### Клубная
Реактивный игрок левой бровки начал играть в детской команде небольшого городка на юге Испании «Олула-дель-Рио». Уже тогда он значительно выделялся среди сверстников своим футбольным талантом. В 12 лет он был приглашен в детскую академию «Барселоны», но разлука с семьёй и психологические проблемы вынудили его вернуться домой. Диего вернулся в родную команду, но очень скоро перешёл в академию «Альмерии», а после оказался в «Севилье». Дебютировал Капель в первой команде «Севильи» уже в 16 лет, сыграв 3 минуты в матче против «Атлетико Мадрид». В сезоне 2005/06 он появлялся на поле четырежды, а полноправным футболистом основного состава стал в сезоне 2007/08 в связи со смертью Антонио Пуэрты. 9 февраля 2008 года Капель записал на свой счет и первый гол в чемпионате Испании в матче против «Барселоны». В июне «Тоттенхэм Хотспур» предложил за футболиста 12,5 млн фунтов, однако руководство клуба отказало англичанам. После интерес проявил «Реал», рассматривавший Капеля в качестве замены Робиньо, но трансфер не состоялся.
В сезоне 2009/10 проиграл место в основном составе аргентинцу Диего Перотти, однако появился в 29 матчах и забил один мяч — в ворота «Расинга». Кроме того, 19 мая 2010 года открыл счёт в финале Кубка против «Атлетико Мадрид», где «Севилья» добилась победы 2-0.
22 июля 2011 года подписал контракт с португальским клубом «Спортинг» (Лиссабон) сроком на пять лет. По информации его друзей, зарплата Диего выросла с 1 млн евро в год (в «Севилье») до 2 млн евро в «Спортинге». За новую команду дебютировал 30 июля, отыграв второй тайм матча с «Валенсией», закончившегося поражением 0-3. Первый гол забил 2 октября 2011 года в ворота «Витории».
19 апреля 2012 забил седьмой мяч в сезоне, позволивший «Спортингу» одержать победу над «Атлетиком» в первом матче полуфинала Лиги Европы.
24 октября 2023 года заявил о завершении спортивной карьеры.

### Международная
Капель играл за молодёжную сборную Испании на ЧМ-2007 среди двадцатилетних, а 20 августа 2008 года дебютировал в главной сборной в товарищеском матче против Дании.

## Достижения
«Севилья»
- Обладатель Кубка Испании: 2007, 2010
- Обладатель Суперкубка Испании: 2007
- Обладатель Кубка УЕФА: 2006, 2007
- Обладатель Суперубка УЕФА: 2006

«Андерлехт»
- Чемпион Бельгии: 2017.

Сборная Испании
- Чемпион Европы среди юношей до 19 лет: 2006